# Fritillaria regelii
Fritillaria regelii là một loài thực vật có hoa trong họ Liliaceae. Loài này được Losinsk. miêu tả khoa học đầu tiên năm 1935.